# TACAN

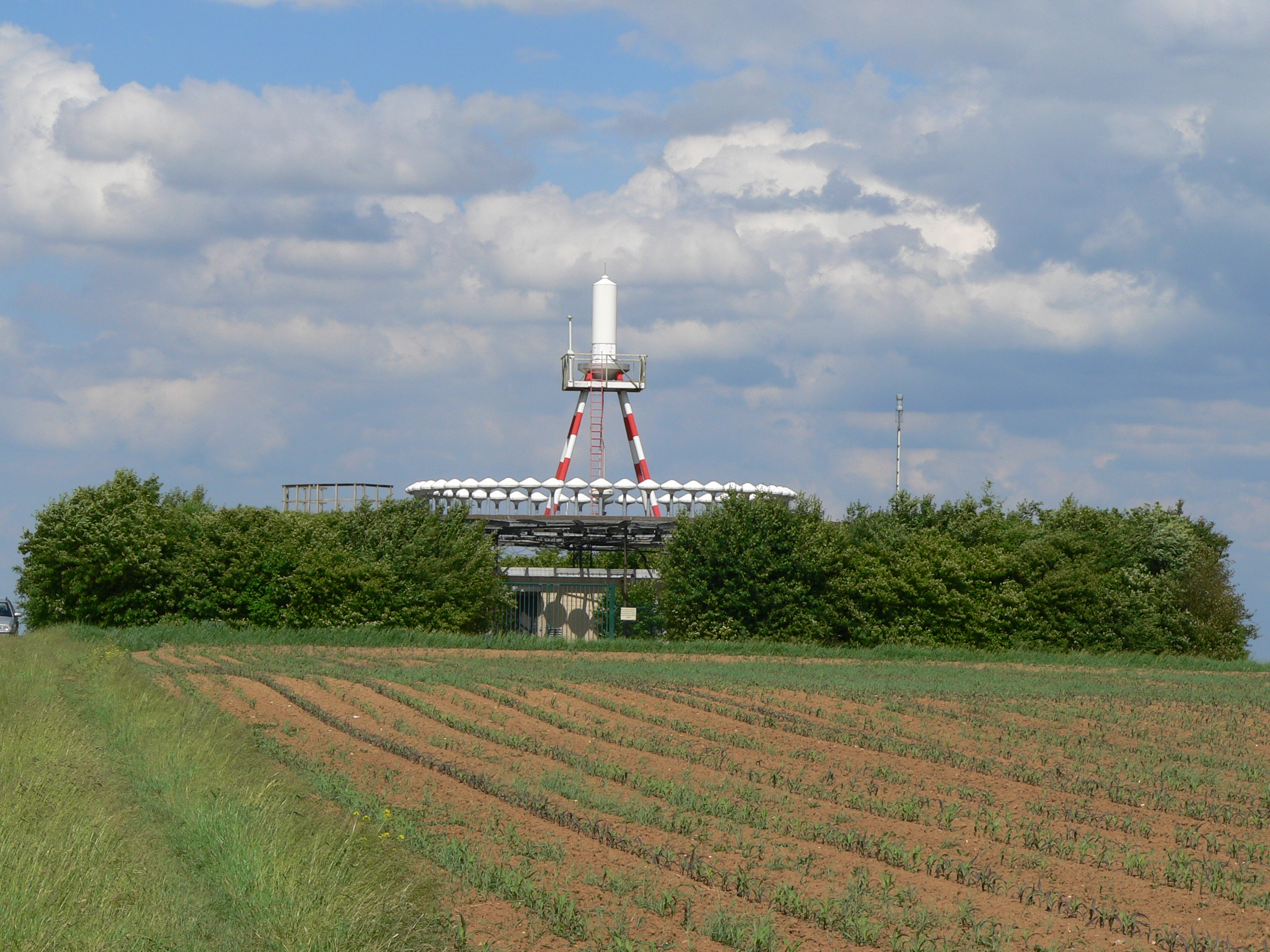
VORTAC TGO (TANGO)

het symbool van een TACAN op een luchtvaartkaart

TACAN is een afkorting voor TACtical Air Navigation.
Het Tactical Air Navigation System – TACAN – is een militaire uitvinding uit medio jaren 1960 waarmee de meeste militaire vliegbases zijn uitgerust. Het is een radionavigatiebaken en een hulpmiddel voor de militaire luchtvaart. Het is een vast opgesteld systeem dat werkt middels twee signalen: een synchronisatie signaal en een omnidirectionaal signaal. Voor deze beide signalen is slechts één antenne nodig. 
Op een speciaal instrument in de cockpit zijn voortdurend de richting in graden en de afstand in Nautical Miles tot het TACAN-radiobaken uitleesbaar. TACAN-radiobakens zenden puls-signalen uit in het UHF-gebied tussen 962 en 1213 MHz en ieder TACAN baken werkt op een vaste toegewezen frequentie. 
De afstand tot een TACAN-baken wordt bepaald volgens de principes en specificaties van distance measuring equipment (DME). Met de afstandsbepaling kunnen ongeveer 100 vliegtuigen gelijktijdig worden bediend. TACAN maakt vervolgens de selectie a.d.h.v. de signaalsterkte. De maximale afstand hiervoor is ongeveer 40 zeemijl (NM). De hoekinformatie daarentegen kan in het vliegtuig tot een afstand van 200 NM worden ontvangen.
Het DME-signaal van een TACAN kan apart ontvangen worden met een conventionele DME ontvanger. De burgerluchtvaart kan alleen het DME-signaal van een TACAN ontvangen en dus alleen de afstand tot het baken zien.

## VORTAC
Dit is een combinatie van een VHF omnidirectional range station (VOR) en een TACAN op eenzelfde locatie. Van een VORTAC baken kan dus zowel de militaire als de civiele luchtvaart gebruikmaken om de afstand en de richting naar het baken te bepalen.